# Fonuafo'ou
Fonuafo‘ou, o también Isla Falcon, es un volcán submarino situado al este del grupo Ha'apai, en el reino de Tonga. Sus coordenadas son: 20°19′S 175°25′O / -20.317, -175.417.
En diversas ocasiones el volcán ha formado una isla que ha vuelto a desaparecer bajo el agua. En 1865 el barco inglés HMS Falcon encontró unos bancos de coral cerca de la superficie del agua. Se han registrado erupciones en los años 1781, 1865, 1877, 1885, 1894, 1921, 1927, 1928, 1933 y 1936. La isla había llegado hasta los 6 km de ancho y los 145 m de altitud. En 1949 la isla se colapsó y desapareció bajo la superficie del mar. Actualmente se calcula que está a –17 m. Las últimas actividades volcánicas en la zona son de 1970 y 1993.